# Roca de Coma-sarrera
La Roca de Coma-sarrera es una montaña situada en el parque natural del Alto Pirineo. La montaña tiene una altitud de 2375 m s. n. m. Se encuentra en el municipio español de Soriguera, comarca de Pallars Sobirá, en la provincia de Lérida. Forma parte del parque natural del Alto Pirineo.